# Phymatoniscus tuberculatus
Phymatoniscus tuberculatus är en kräftdjursart som först beskrevs av Emil Racoviţă1907.  Phymatoniscus tuberculatus ingår i släktet Phymatoniscus och familjen Trichoniscidae.

## Underarter
Arten delas in i följande underarter:
- P. t. tolosanus
- P. t. tuberculatus
- P. t. arbassanus
- P. t. gironensis